# Svartegöl (Nottebäcks socken, Småland)
Svartegöl är en sjö i Uppvidinge kommun i Småland och ingår i Mörrumsåns huvudavrinningsområde.